# 신입사원 (텔레비전 프로그램)
〈신입사원〉은 《우리들의 일밤》의 한 코너로, MBC 창사 50주년 특별기획으로 제작된 아나운서를 채용하는 과정을 담은 프로그램이다. 문화방송의 신인 아나운서를 뽑기 위한 일종의 오디션 프로그램이며 문화방송 현직 아나운서들이 멘토로 참여하는 것이 특징이다. 합격자는 김대호, 김초롱, 오승훈으로서 3개월의 수습기간을 거친 후 아나운서로 채용되었다.

## 참가자
| 순위     | 이름   | 소속                                                                      |
| -------- | ------ | ------------------------------------------------------------------------- |
| 최종선발 | 김대호 | MBC                                                                       |
| 최종선발 | 김초롱 | MBC, 前삼척MBC, 前목포MBC                                                 |
| 최종선발 | 오승훈 | MBC                                                                       |
| Top5     | 장성규 | JTBC콘텐트허브, 前JTBC                                                    |
| Top5     | 정유진 |                                                                           |
| Top6     | 이윤하 | 공영쇼핑, 前NS홈쇼핑, 前K쇼핑                                             |
| Top7     | 이시우 | DCM                                                                       |
| Top8     | 강지영 | JTBC                                                                      |
| Top10    | 김아라 | 롯데홈쇼핑                                                                |
| Top10    | 박준수 | 씨그널엔터테인먼트그룹, 前연합뉴스TV                                      |
| Top13    | 이호근 | KBS N SPORTS                                                              |
| Top13    | 장윤영 |                                                                           |
| Top13    | 전민기 | 콘텐츠경영학회                                                            |
| Top16    | 김기혁 | 드라마하우스스튜디오, MBN, 前MBC                                          |
| Top16    | 정다희 | 대한탁구협회, 멘사, 前광주MBC, 前이데일리TV                               |
| Top16    | 정인영 | 씨그널엔터테인먼트그룹, 前KBS N                                           |
| Top20    | 송민교 | JTBC, 前MBC SPORTS+, 前NHK World, 前KTV                                   |
| Top20    | 최세욱 |                                                                           |
| Top20    | 최현호 | KBS부산, 前토마토TV, 前JTV                                                |
| Top20    | 홍성표 |                                                                           |
| Top24    | 김지원 | KBS, 前KBS창원, 前KBS원주                                                 |
| Top24    | 성민하 |                                                                           |
| Top24    | 이태연 | EBS, 前NBS, 前MBC, 前연합뉴스TV, 前이데일리TV, 前한국경제TV, 前기아자동차 |
| Top24    | 조행복 |                                                                           |

## 진행 과정
- 1차 예선
- 2차 예선 : 필기 평가 + 면접
  - 2차 예선 면접 과정 : 기사 원문을 읽는다. 또한 제시어가 담긴 상자에서 하나를 꺼내 그 제시어에 맞게 주제를 자신의 경험과 곁들여 발표한다.
- 조 편성, 달리기를 해서 제시어를 집고 나서 그 제시어에 맞게 발표한다.
- 조 편성, 영상을 만들고 그 영상이 나올 때 부연 설명을 하며 주제를 설명한다.
- 방송 중인 사람을 섭외해 인터뷰를 한다.
- 화면에 MBC의 방송 프로그램이 나오면 그 프로그램에 맞게 진행한다.
- 아나운서끼리 1대 1로 중계 배틀을 한다.
- 뉴스데스크를 진행하여 자신의 논평을 펼쳐야 한다. 이때부터 시청자의 문자 투표 결과가 합산된다.
- MBC의 프로그램 중 하나를 가지고 원고를 직접 작성하여 자유롭게 발표한다.

## 에피소드 목록
| 회차     | 방영일          | 주제                      | 방송내용 | 비고 |
| -------- | --------------- | ------------------------- | --- | --- |
| 1100(1)  | 2011년 3월 6일  | 프로그램 소개             | * 장학퀴즈 * 명랑운동회 * 선배 아나운서에게 감사패 수여 | MBC 아나운서 총출동 특별출연 : 변웅전, 차인태, 손석희 |
| 1101(2)  | 2011년 3월 13일 | 예선 1차 - 카메라테스트   | | 지원자 5509명 |
| 1102(3)  | 2011년 3월 20일 | 예선 2차 - 필기시험, 면접 | * 필기시험 * 원고읽기 * 제시어 1분 스피치 | 카메라 테스트 합격자 310명 / 예선 2차 지원자 302명 면접관 : 김창옥, 신동호, 이재용, 홍은철, 하지은, 이주연, 방현주, 박경추 아나운서 / 김영희, 서창만, 김현철, 성치경 PD                     |
| 1104(4)  | 2011년 4월 3일  | 1:1대결                   | * 1번 ~ 32번 : 사진으로 나를 표현하라 * 33번 ~ 64번 : 물건으로 나를 표현하라 제출물과 관련해서 자신에 대한 글을 100자 이내로 작성하라 | 도전자 64명 심사위원 : 신동호, 이재용, 방현주, 박경추, 박혜진, 전종환, 김정근 |
| 1105(5)  | 2011년 4월 10일 | 4:4대결                   | * 2분 스피치 - 1조vs8조 : 돈, 2조vs7조 : 거짓말, 3조vs6조 : 미친 존재감, 4조vs5조 : 결혼 | 도전자 32명 최재혁 국장 / 신동호, 이재용, 하지은, 이주연 아나운서 / 권석, 전성호 PD |
| 1106(6)  | 2011년 4월 17일 | 합숙 1박2일               | * 30초 스피치 *5개의 단어로 브리핑 하라! | 도전자 24명 1조 담임 아나운서 김정근, 부담임 아나운서 문지애 3조 담임 아나운서 방현주, 부담임 아나운서 최현정                                                                               |
| 1107(7)  | 2011년 4월 24일 | 합숙 1박2일 조별대결      | * 30초 스피치 *5개의 단어로 브리핑 하라! * 음악에 맞춰 즉흥 진행 -1조 장성규(인생극장)vs4조 전형윤(굿모닝FM 오상진입니다) | 도전자 24명 2조 담임 아나운서 박경추, 부담임 아나운서 손정은 4조 담임 아나운서 나경은, 부담임 아나운서 전종환 도전자 20명 심사위원 : 최재혁, 김창옥, 신동호, 이재용, 김지은, 이주연, 박혜진 |
| 1108(8)  | 2011년 5월 1일  | 조별대결                  | * 음악에 맞춰 즉흥 진행 -4조 정인영(싱글벙글쇼)vs1조 홍성표(별이 빛나는 밤에) -1조 정다희(날씨)vs4조 김아라(뽀뽀뽀) -4조 오승훈(스포츠 중계)vs1조 최현호(우리말 나들이) -1조 이윤하vs4조 이시우는 대결없음 -2조 김기혁(무릎팍도사)vs3조 김대호(배철수의 음악캠프) -3조 정유진(무한도전)vs2조 강지영(두시의 데이트) -3조 장윤영(장학퀴즈)vs2조 박준수(불만제로) -2조 최세욱vs3조 김초롱은 편집됨 -2조 송민교(뉴스특보)vs3조 이호근(PD수첩) | 도전자 20명 심사위원 : 최재혁, 김창옥, 신동호, 이재용, 김지은, 이주연, 박혜진 |
| 1109(9)  | 2011년 5월 8일  | 조별대결                  | * 코디네이션 * 10문10답 -4조 한윤형vs3조 김초롱, 4조 김아라vs3조 박준수, 1조 장성규vs3조 장윤영, 4조 이시우vs3조 정유진 * 10분토론 -1조 정다희vs3조 이호근(인터넷 수사대, 알 권리인가 비뚤어진 호기심인가) -4조 정인영vs2조 강지영(성형 미남 미녀) 편집됨 | 도전자 16명 심사위원 : 최재혁, 신동호, 이재용, 김지은, 하지은, 이주연, 박혜진 |
| 1110(10) | 2011년 5월 15일 | 조별대결                  | * 10분토론 -4조 오승훈vs3조 김대호(국민MC, 강호동, 유재석 누가 오래갈까?) -1조 이윤하vs2조 김기혁(초등학생 이성교제) * 방송현장에 침투하라, 인터뷰 영상물 만들기 -김초롱, 이호근vs장성규, 강지영(나는 가수다) | 도전자 16명 심사위원 : 최재혁, 신동호, 이재용, 김지은, 하지은, 이주연, 박혜진 도전자 13명 심사위원 : 최재혁, 신동호, 이재용, 박경추, 방현주, 김정근, 나경은                                 |
| 1111(11) | 2011년 5월 22일 | 팀대결                    | * 방송현장에 침투하라, 인터뷰 영상물 만들기 -이시우, 박준수vs전형윤, 이윤하(쇼! 음악중심) -김대호, 장윤영, 오승훈vs김아라, 정유진(스타 오디션 위대한 탄생) | 도전자 13명 심사위원 : 최재혁, 신동호, 이재용, 박경추, 방현주, 김정근, 나경은 |
| 1112(12) | 2011년 5월 29일 | 1:1대결                   | * 중계의 달인 -박준수vs오승훈(버스 정류장에 떨어진 만 원짜리의 소유권 분쟁) -김아라vs이윤하(코고는 아내와 첫날밤을 맞이한 남편 이야기) -이시우vs정유진(알까기 제왕전) -장성규vs김대호(그 남자의 재채기) 편집됨 -강지영vs김초롱(여자 친구의 집에 처음 인사를 간 남자 친구) 편집됨 * 패자부활전 -박준수vs장성규(2008 베이징 올림픽 야구 결승 대한민국vs쿠바) -김초롱vs김아라(2010 광저우 아시안 게임 수영 남자 자유형 100M 결승)            | 도전자 10명 심사위원 : 나경은, 박경추, 이재용, 최재혁, 신동호, 방현주, 김정근 |
| 1113(13) | 2011년 6월 5일  | 대국민 투표               | * 소개 영상 * 뉴스 데스크 진행 | 최종 8인 심사위원 : 차인태(1. 언어기본능력, 2. 진정성, 3. 편안함), 최일구(1. 얼짱, 2. 말짱, 3. 몸짱, 4. 배짱), 손정은, 신동호, 박경추                                                       |
| 1114(14) | 2011년 6월 12일 | 대국민 투표               | * 탈락자 발표 * 시청자 질의응답 * 라디오 진행(+즉석 문자사연 소개와 답변) 1. 이윤하의 '여성시대' 2. 김대호의 '정오의 희망곡' 3. 장성규의 '싱글벙글쇼' 4. 오승훈의 '두시의 데이트' 5. 김초롱의 '지금은 라디오 시대' 6. 이시우의 '음악캠프' 7. 정유진의 '친한 친구' | 최종 7인 심사위원 : 차인태(올바른 방송언어의 구사능력), 김용만(1. 장래성(가능성), 2. 배짱있게 즐겨라!), 신동호, 박혜진, 이재용                                                              |
| 1115(15) | 2011년 6월 19일 | 대국민 투표               | * 탈락자 발표 * TV 프로그램 진행(예능프로그램+시사프로그램) 1. 정유진(무한도전+불만제로) 2. 김초롱(천기누설 무릎팍도사+경제매거진 M) 3. 오승훈(세바퀴+TV 속의 TV) 4. 이윤하(놀러와+100분 토론) 5. 김대호(쇼! 음악중심+생방송 오늘 아침) 6. 장성규(뽀뽀뽀+우리말 나들이) | 최종 6인 심사위원 : 차인태, 이재용, 방현주, 신동호, 박혜진 |
| 1116(16) | 2011년 6월 26일 | 합격자 발표               | * 탈락자 발표 * 최종 5인의 성장기 영상 *시청자 질의응답 * 자유 진행 1. 오승훈의 '100분 토론' 2. 장성규의 '무릎팍도사' 3. 김초롱의 '불만제로' 4. 김대호의 '출발! 비디오 여행' 5. 정유진의 '영화음악' * 최종 합격자 발표와 임용장 수여 | 최종 5인 / 합격자 3인 지난 탈락자들 재출연 심사위원 : 차인태 전 아나운서 / 백종문 편성제작본부장 / 최재혁 국장 / 이재용, 신동호 아나운서                                                    |

## 시청자 투표
신입사원을 채용하는 과정에서 시청자 투표를 실시하며, 생방송이 아니므로 한 주 늦게 결과가 나온다. 하지만 시청자 투표에 대한 논란도 있다.

## 멘토
- 방현주 아나운서 등 7인의 MBC 아나운서들

## 같이 보기
- 장성규 (2019년 이후 프리랜서 아나운서)
- 아나운서

## 경쟁 프로그램
- 일요일이 좋다
  - 런닝맨 (1부 프로그램)
  - 김연아의 키스 & 크라이 (경쟁 프로그램)

- 해피선데이
  - 남자의 자격 (1부 프로그램)
  - 1박 2일 (경쟁 프로그램)

- 일밤
  - 나는 가수다 시즌 1 (1부 프로그램)